# Max Van Rysselberghe
Max van Rysselberghe (Brussel, 19 december 1878 – Santiago, 26 april 1961) was tweede mecanicien op de Belgica-expeditie (1897-1899) die onder leiding van commandant Adrien de Gerlache naar Antarctica voer. De expeditie was in eerste plaats van wetenschappelijke aard. De expeditieleden waren de eersten die in Antarctica overwinterden.

## Jeugdjaren
Van Rysselberghe was geboren in Elsene te Brussel, maar werd grootgebracht in Antwerpen. Zijn vader was verantwoordelijk voor de bouw van de eerste elektriciteitsposten in Antwerpen. Van Rysselberghe werd door de Gerlache aangeworven als bemanningslid van de Belgica, maar wees dit enkele weken voor vertrek af.  

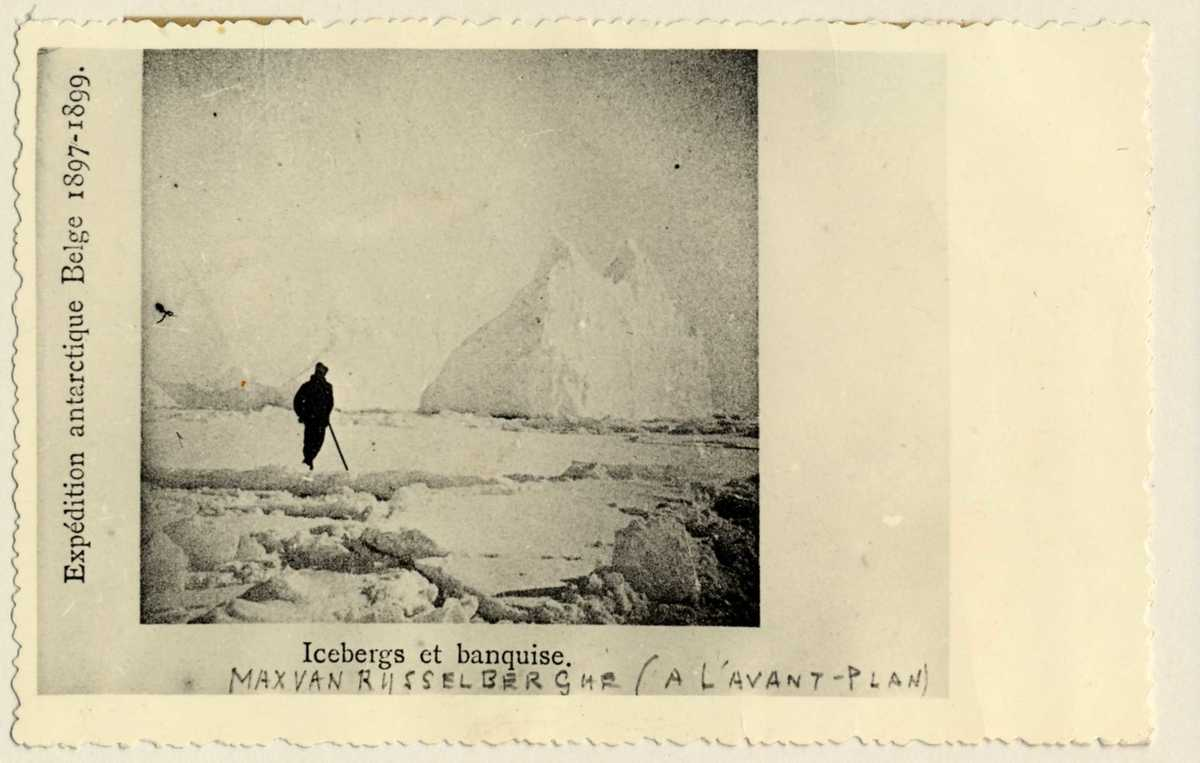
Max van Rysselberghe tijdens de Belgica-expeditie, met op de achtergrond ijsbergen.

## De Belgica-expeditie (1897-1899)[1]

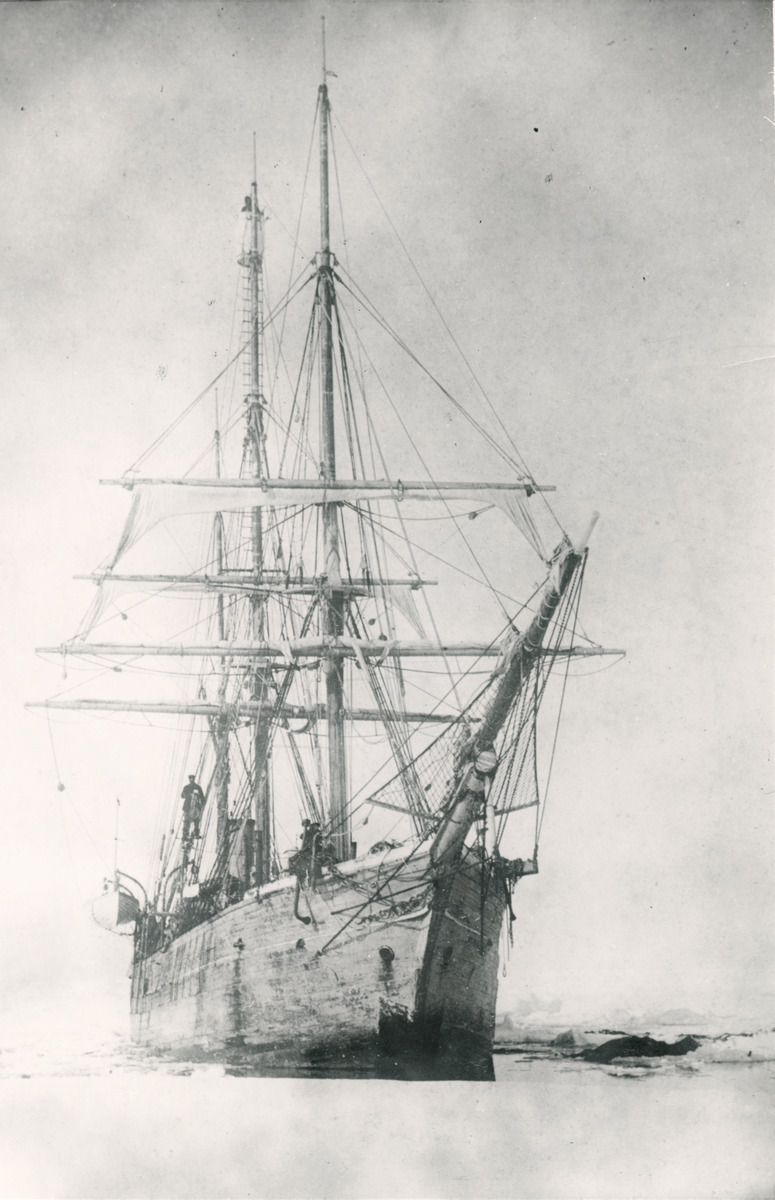
De Belgica die vast zit in het ijs.

De Belgica diende kort na vertrek uit Antwerpen al gerepareerd te worden in Oostende, waardoor enkele bemanningsleden het schip verlieten. Hierdoor nam de achttienjarige Rysselberghe uiteindelijk toch deel aan de expeditie als tweede mecanicien.
Jean Van Mirlo (die ook een bemanningslid van de Belgica was) beschreef hem als “onze Max was een lange krullenbol, een beetje juffrouwkensachtig, maar goed theoretisch onderlegd op het gebied van elektriciteit, werktuigkunde en wiskunde; een goed kameraadje, die zich Antwerpenaar voelde en allemansvriendje was, behulpzaam en voorkomend.”
Het centrale comité van het Koninklijk Belgisch Aardrijkskundig Genootschap reikte van Rysselberghe een zilveren medaille uit als dankbetuiging voor de opoffering en wetenschappelijke verdiensten van de bemanning van de Belgica.

## Verdere leven
Na de Zuidpoolexpeditie trok van Rysselberghe naar Zuid-Amerika en werd hij hoofdingenieur van de Chileense spoorwegen. Hij stierf op 26 april 1961 in Santiago te Chili.